# Iossif Antonowitsch Goschkewitsch

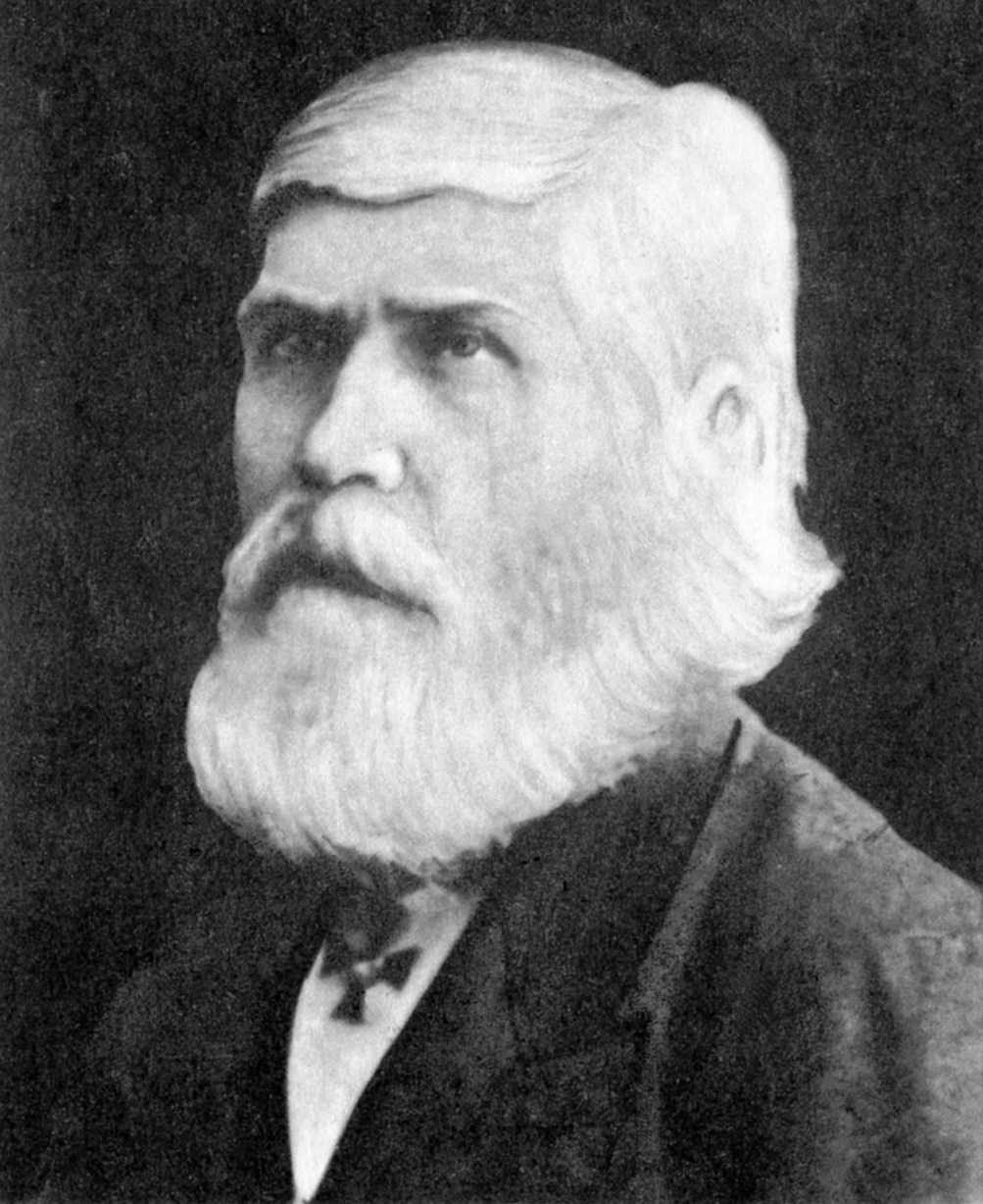
Iossif Antonowitsch Goschkewitsch

Iossif (Ossip) Antonowitsch Goschkewitsch (russisch Иосиф Антонович Гошкевич; * 16. Apriljul. / 28. April 1814greg. in Strelitschew, Ujesd Retschyza; † 5. Oktoberjul. / 17. Oktober 1875greg. in Mali (Rajon Astrawez)) war ein belarussisch-russischer Diplomat, Sinologe und Japanologe.

## Leben
Goschkewitsch, Sohn eines Priesters, besuchte das Minsker Geistliche Seminar mit Abschluss 1835 als Bester und wurde dann zum Studium an die Geistliche Akademie Sankt Petersburg geschickt. Mit seiner Arbeit über die Geschichte des Bußsakraments wurde er zum Kandidaten promoviert.

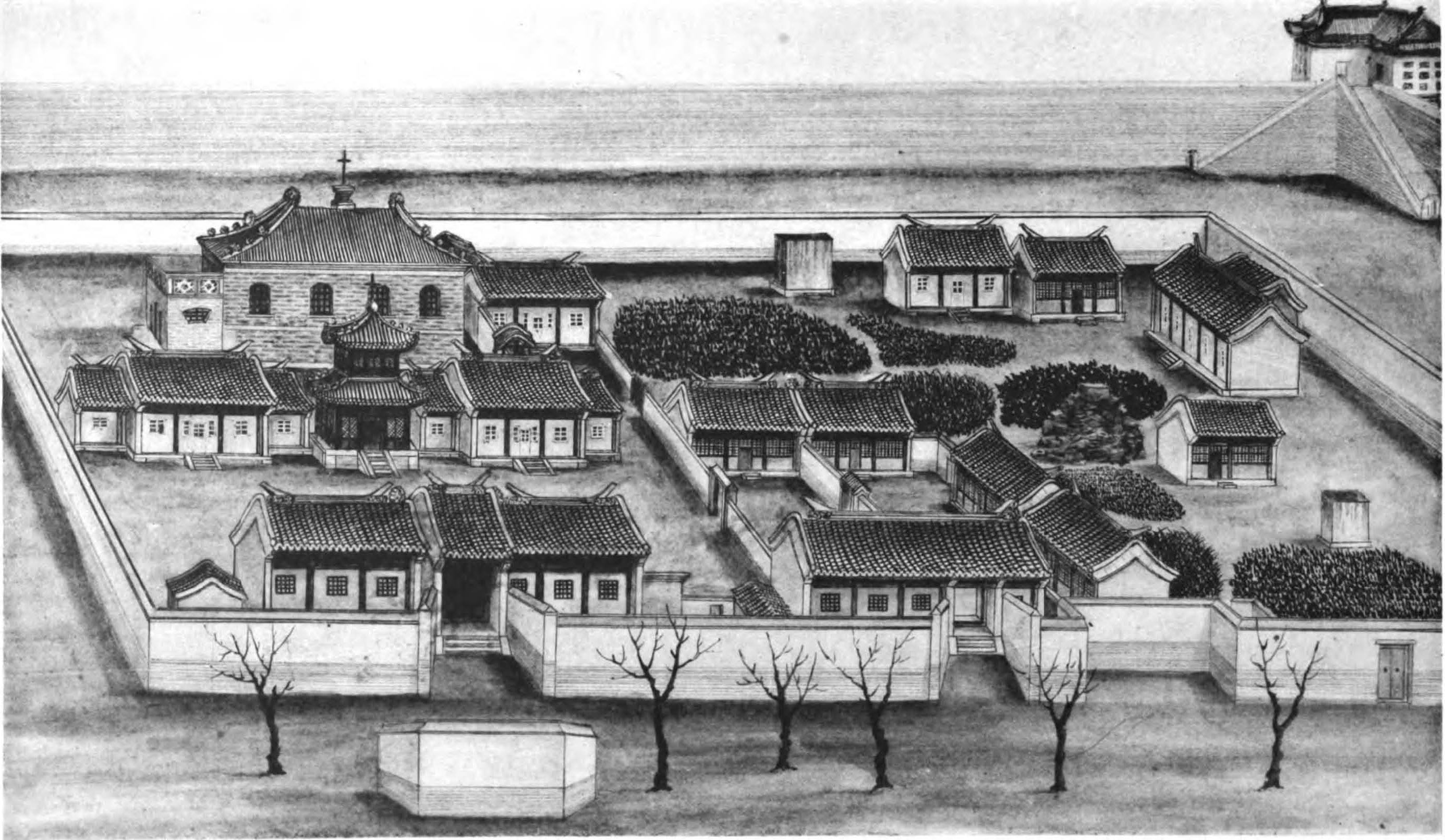
Nordhof der Russischen Geistlichen Mission in Peking

Durch Beschluss des Heiligen Synods wurde Goschkewitsch 1839 Mitglied der 12. Russischen Geistlichen Mission in Peking. Dort betätigte er sich als Naturforscher. Seine Insekten- und Schmetterlingssammlung vervollständigte später die Sammlungen der Akademie der Wissenschaften. Er beschrieb die Herstellung der Tusche sowie die chinesischen Sitten und Gebräuche, und er erstellte ein Russisch-Mandschurisch-Wörterbuch. Für seine grundlegenden Berichte erhielt er den Sankt-Stanislaus-Orden III. Klasse.
Nach der Rückkehr nach St. Petersburg 1848 wurde Goschkewitsch 1850 Beamter für besondere Aufgaben im Asien-Departement des Außenministeriums. 1852 nahm er als Dolmetscher und Berater auf der Fregatte Pallada an der Mission Jewfimi Wassiljewitsch Putjatins nach Japan teil. Am 26. Januarjul. / 7. Februar 1855greg. war er an der Unterzeichnung des Vertrags von Shimoda beteiligt. Im Juli 1855 verließ er Japan auf der Brigg Greta, auf der er in Hongkong aufgrund des noch andauernden Krimkrieges in britische Gefangenschaft geriet. In der Gefangenschaft erstellte er mit Hilfe des Japaners Tazibana-no Koossai (1820–1885, nach der Taufe Wladimir Iossifowitsch Jamatow) das erste Japanisch-Russisch-Wörterbuch. Als Goschkewitsch nach Ende des Krimkrieges 1856 nach St. Petersburg zurückkam, erhielt er die Medaille zur Erinnerung an den Krieg 1853–1856. 1857 wurde ihm der Orden der Heiligen Anna II. Klasse mit Krone verliehen mit zusätzlich 500 Rubel in Silber. Sein Japanisch-Russisch-Wörterbuch wurde gedruckt, und er wurde zum Kaiserlich Russischen Konsul in Japan ernannt. 1858 erhielt er den ungeteilten Demidow-Preis.
Im November 1858 kam Goschkewitsch auf dem Segelschraubenklipper Dschigit in Hakodate an. Sogleich reiste er nach Edo zur Ratifikation des russisch-japanischen Handels- und Schifffahrtsvertrages. Seine Frau Jelisaweta Stepanowna starb 1864 im Alter von 43 Jahren und wurde auf dem russischen Friedhof in Hakodate begraben.
1865 kehrte er nach St. Petersburg zurück und diente im Asien-Departement des Außenministeriums im Rang eines Kollegienrats (6. Rangklasse). 1866 schied er aus dem Dienst und ließ sich auf seinem Landgut Mali nieder. Er besaß eine reichhaltige Bibliothek und eine Sammlung wertvoller Landkarten. Er schrieb ein Buch über die Wurzeln der japanischen Sprache, das erst nach seinem Tode 1899 veröffentlicht wurde. 1871 wurden er und seine zweite Frau in den erblichen Adel aufgenommen. 1872 wurde ihr Sohn Iossif geboren.